# Qatar Airways
Qatar Airways Company Q.C.S.C. (араб. القطرية‎), действующая как Qatar Airways — национальная авиакомпания Катара со штаб-квартирой в городе Доха.
Авиакомпания выполняет рейсы по более 160 пунктам назначения; все являются международными. Qatar Airways входит в список семи авиакомпаний, имеющих высший пятизвёздочный рейтинг, по версии британского агентства Skytrax. Qatar Airways также была названа лучшей авиакомпанией мира в 6-й раз, в 2021 году. Член авиационного альянса пассажирских перевозок — Oneworld.

## Маршрутная сеть
По состоянию на январь 2017 года, Qatar Airways, обслуживает более 160 направлений в Африке, Азии, Европе, Северной Америке, Южной Америке, Австралии, и Океании.
6 февраля 2017 года самолёт Boeing 777 авиакомпании Qatar Airways совершил самый длинный в истории беспосадочный коммерческий перелёт из Дохи в Окленд. За 16 часов 20 минут лайнер преодолел расстояние в 14500 километров.

## Флот

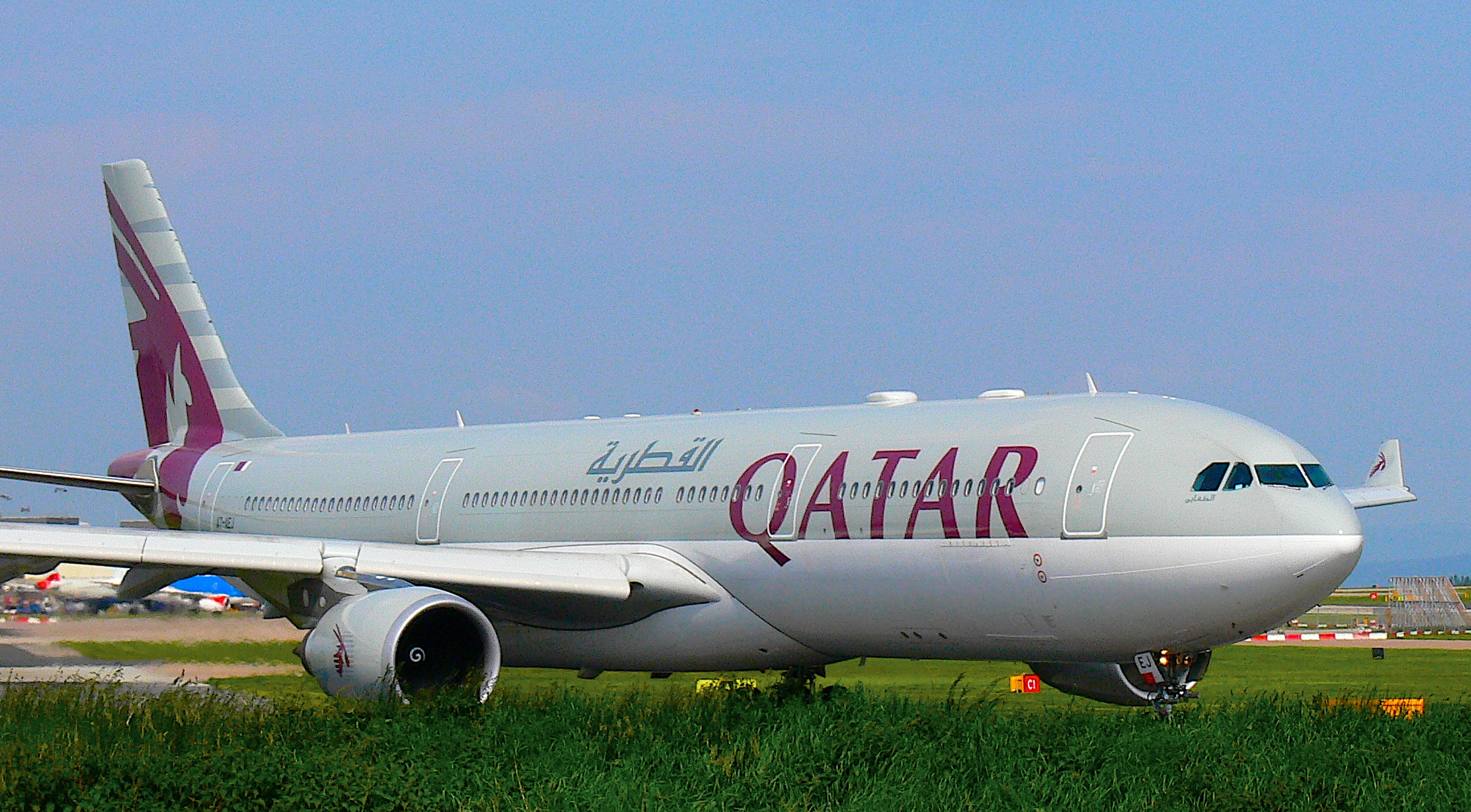
Airbus A330-300 Qatar Airways в Аэропорту Манчестера, Великобритания

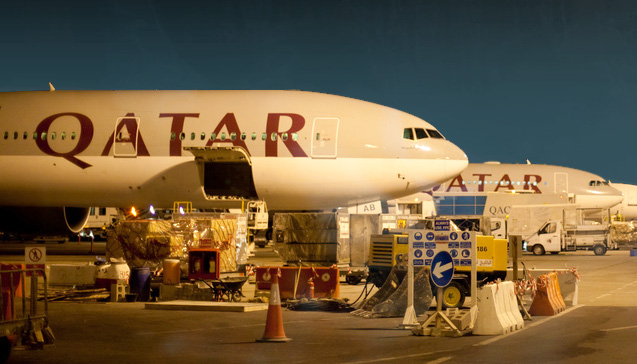
Boeing 777-300ER Qatar Airways в Международном аэропорту Доха, Катар

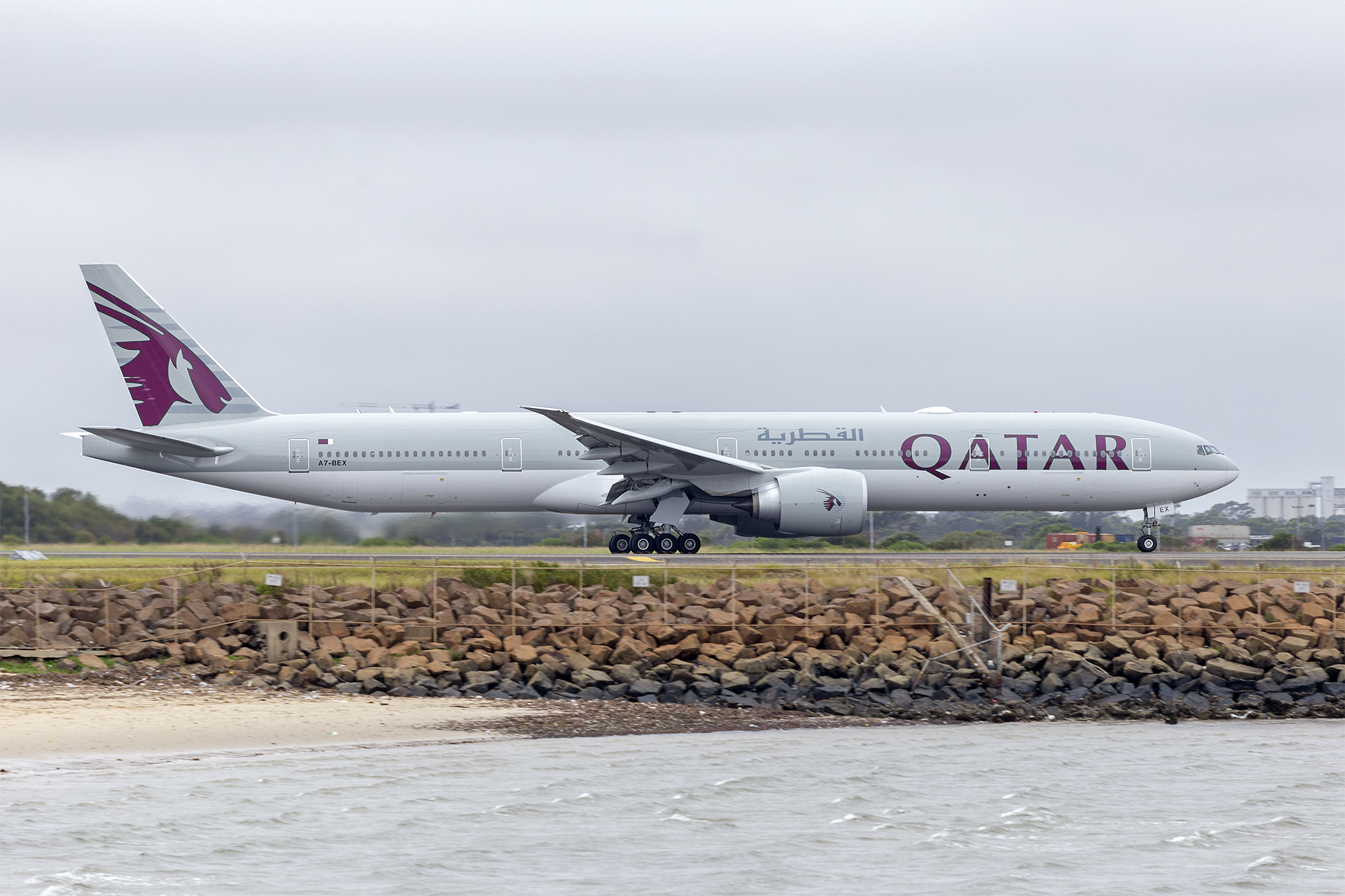
Boeing 777-300ER Qatar Airways

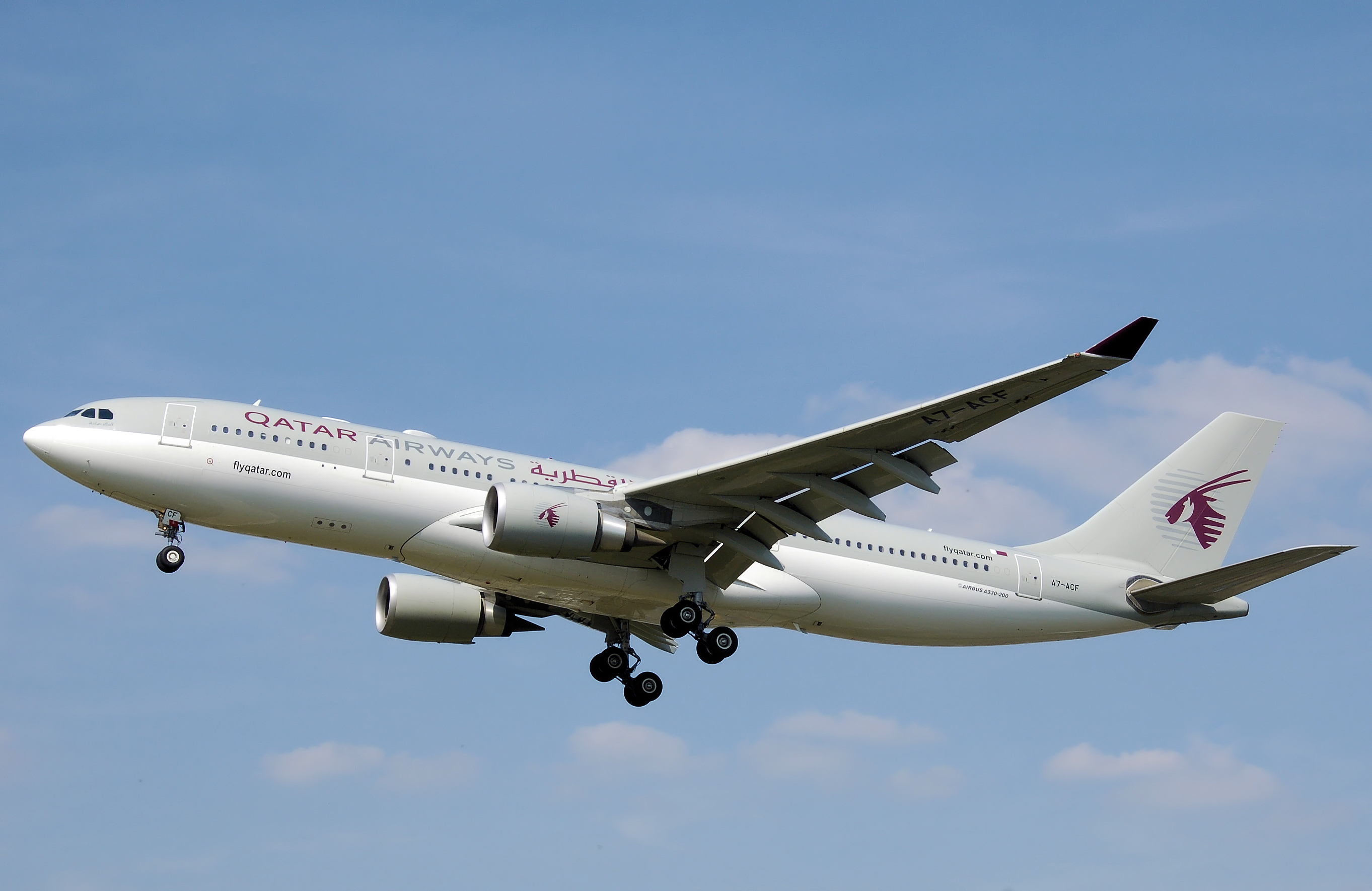
Airbus A330-200 в заходе на посадку

Рулёжка Airbus A320-200 в Аэропорту Берлина Тегель

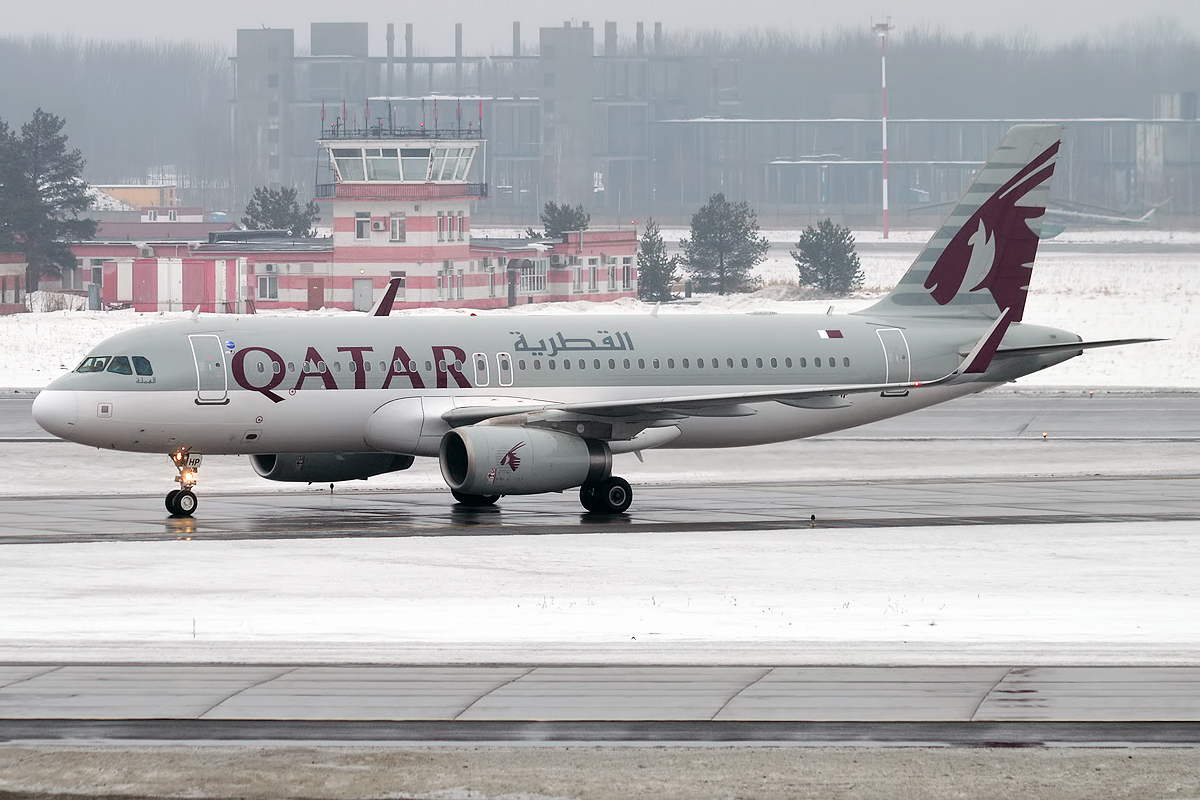
Airbus A320 Qatar Airways

20 февраля 2018 года Qatar airways получила первый самолёт Airbus A350-1000.

## Салоны самолётов

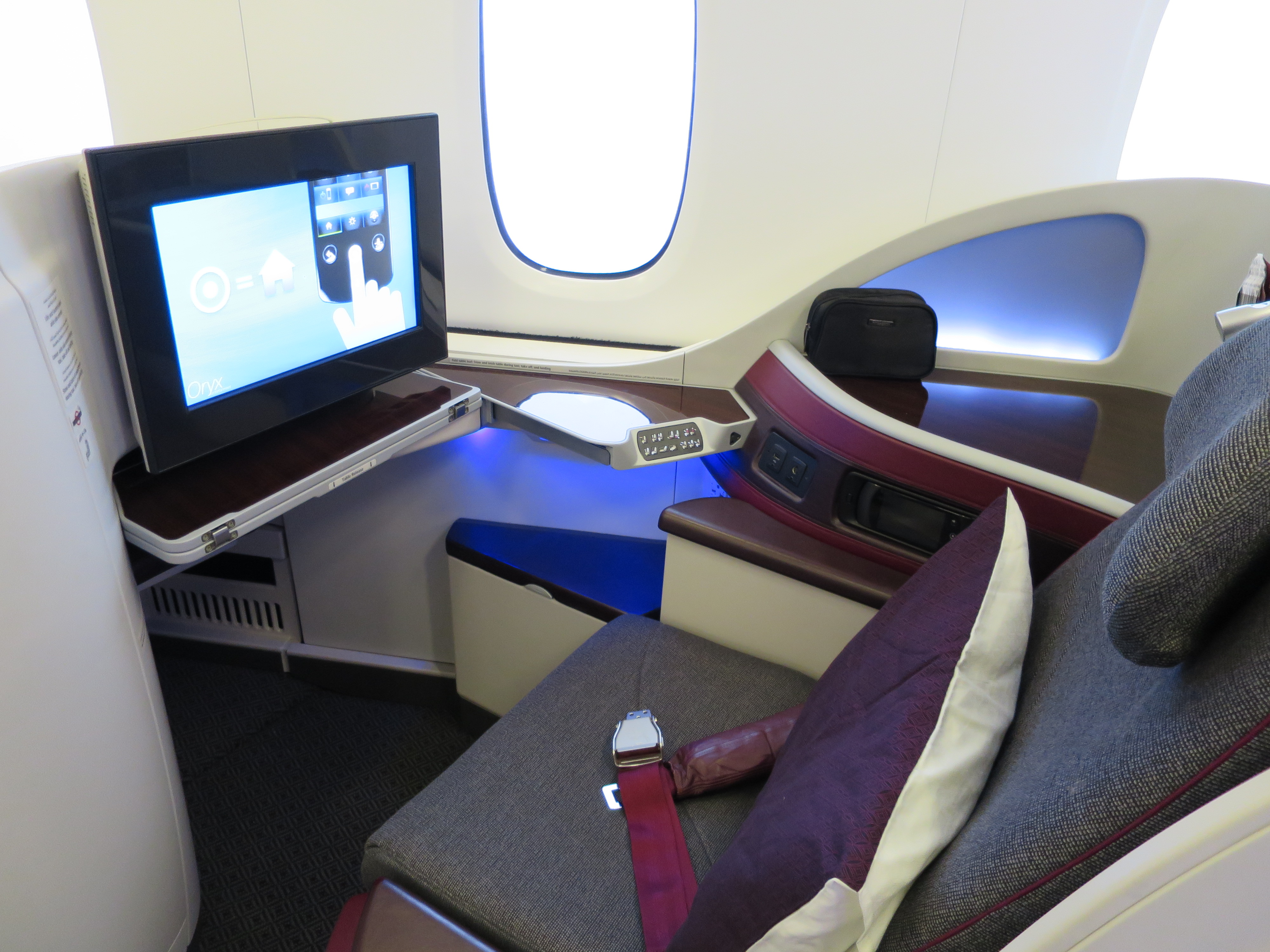
Интерьер салона бизнес - класса Airbus A380 - 800 Qatar Airways

В полётах предоставляется сервис цифрового спутникового телевидения с трансляцией европейских и арабских телеканалов. Все дальнемагистральные самолёты оборудованы персональными системами развлечения в полёте, включающими в себя видео по требованию, трансляцию телевизионных программ, музыкальные каналы, игры, интерактивную карту полёта и личный телефон.

### Первый класс
Салон первого класса имеется только на борту самолётов A380-800. Пассажирам предоставляется комфорт раскладывающихся полностью в горизонтальное положение пассажирских кресел, 15-дюймовые видеодисплеи с системой персональных развлечений в полёте, включая телевидение, многоканальные звуковые трансляции, персональный телефон, электрические розетки, постельные принадлежности, пижаму и другие ночные аксессуары.

### Бизнес-класс
Пассажирам бизнес-класса предлагаются удобства кресел, раскладывающихся в горизонтальное положение кровати. В 2017 году салон бизнес - класса авиакомпании был признан лучшим среди всех авиакомпаний мира по версии агентства Skytrax

## Бонусная программа
Условия собственной, бонусной программы поощрения часто летающих пассажиров (Qatar Airways Privilege Club). Qmiles полностью распространяется на бонусные программы Miles and More, немецкой Lufthansa, Cedar Miles, авиакомпании Middle East Airlines, Mileage Club, японской All Nippon Airways, и Mileage Plus, авиакомпании United Airlines и всего альянса Oneworld. Также, члены бонусной программы Qmiles, могут пользоваться услугами целого ряда компаний, владельцев гостиниц, и автомобильных стоянок.

## Привилегированный терминал
Здание, премиум-терминала для пассажиров бизнес-классов авиакомпании Qatar Airways, был открыт в Международном аэропорту Доха, зимой 2006 года. Терминал был построен за девять месяцев, и обошёлся в 90 миллионов долларов США, общая площадь здания составляет 10000 квадратных метров. Премиум-терминал предоставляет услуги регистрации пассажиров на рейсы, магазины дьюти-фри, конференц-залы, детские комнаты, игровые площадки, помещения лечебных процедур, сауны, джакузи, а также сервис сети ресторанов.

## Партнёрские соглашения

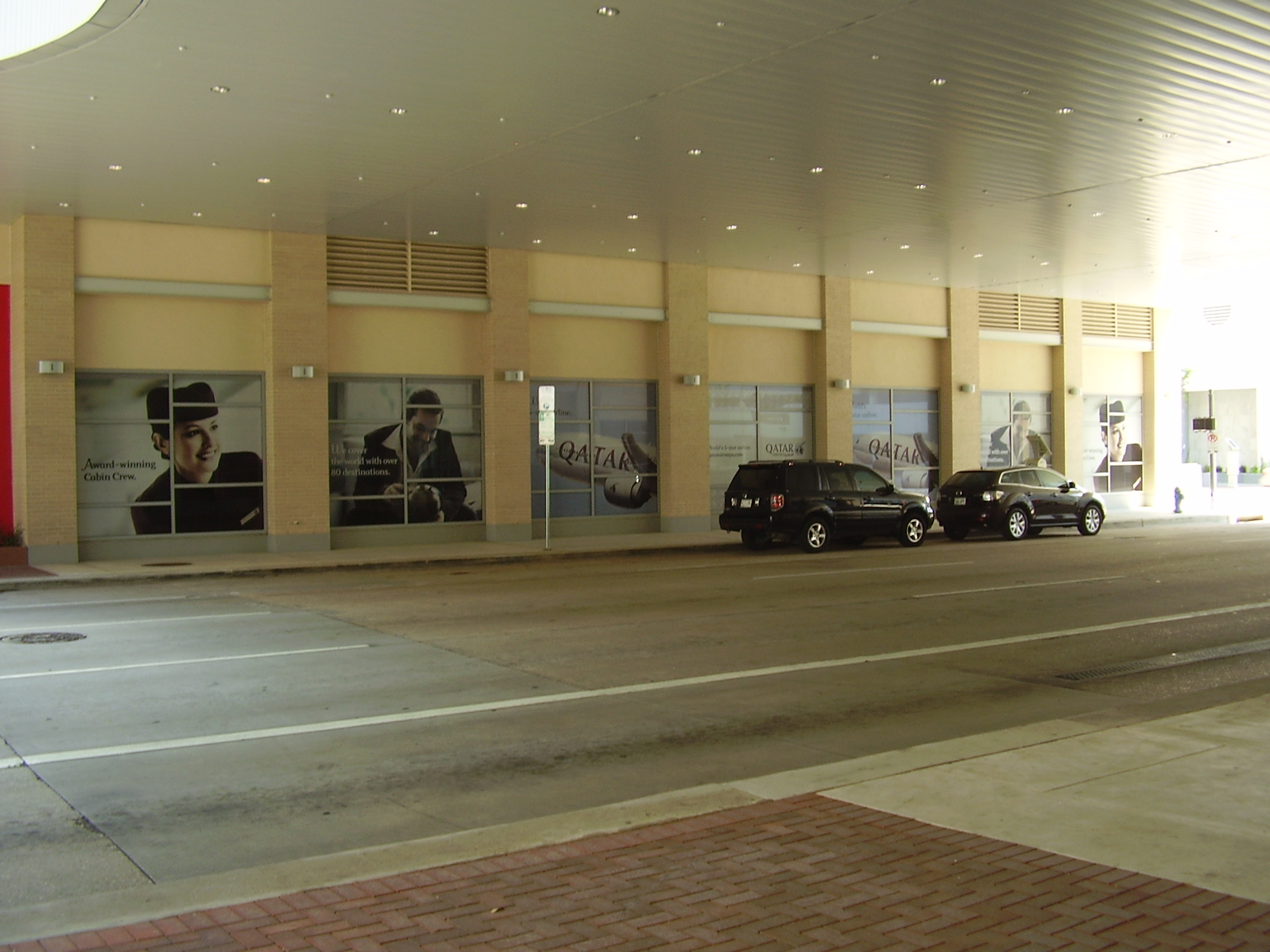
Офисы Qatar Airways в деловом центре Хьюстона

C 30 октября 2013 года авиакомпания вступила в альянс oneworld. По состоянию на август 2014 года Qatar Airways имеет код-шеринговые соглашения со следующими авиакомпаниями мира:
| - All Nippon Airways (Star Alliance) - Asiana Airlines (Star Alliance) - American Airlines (oneworld) - Garuda Indonesia (Sky Team) - Lufthansa (Star Alliance) |  | - Malaysia Airlines (oneworld) - Middle East Airlines (Sky Team) - Philippine Airlines - S7 Airlines (oneworld) - United Airlines (Star Alliance) |

## Авиапроисшествия и несчастные случаи
- 1 июня 2006 года у самолёта Airbus A330-200 (регистрационный номер A7-ACI), следовавшего рейсом QR889 Доха-Шанхай, при заходе на посадку в Международном аэропорту Шанхай Пудун остановились оба двигателя. Через некоторое время пилотам удалось запустить двигатели и лайнер благополучно произвёл посадку в аэропорту Шанхая[11].
- 19 апреля 2007 года во время проведения технического обслуживания самолёта A300-600R (регистрационный номер A7-ABV) в ангаре Международного аэропорта Абу-Даби возник пожар, в результате которого лайнер получил серьёзные повреждения и позже был списан.